# Input

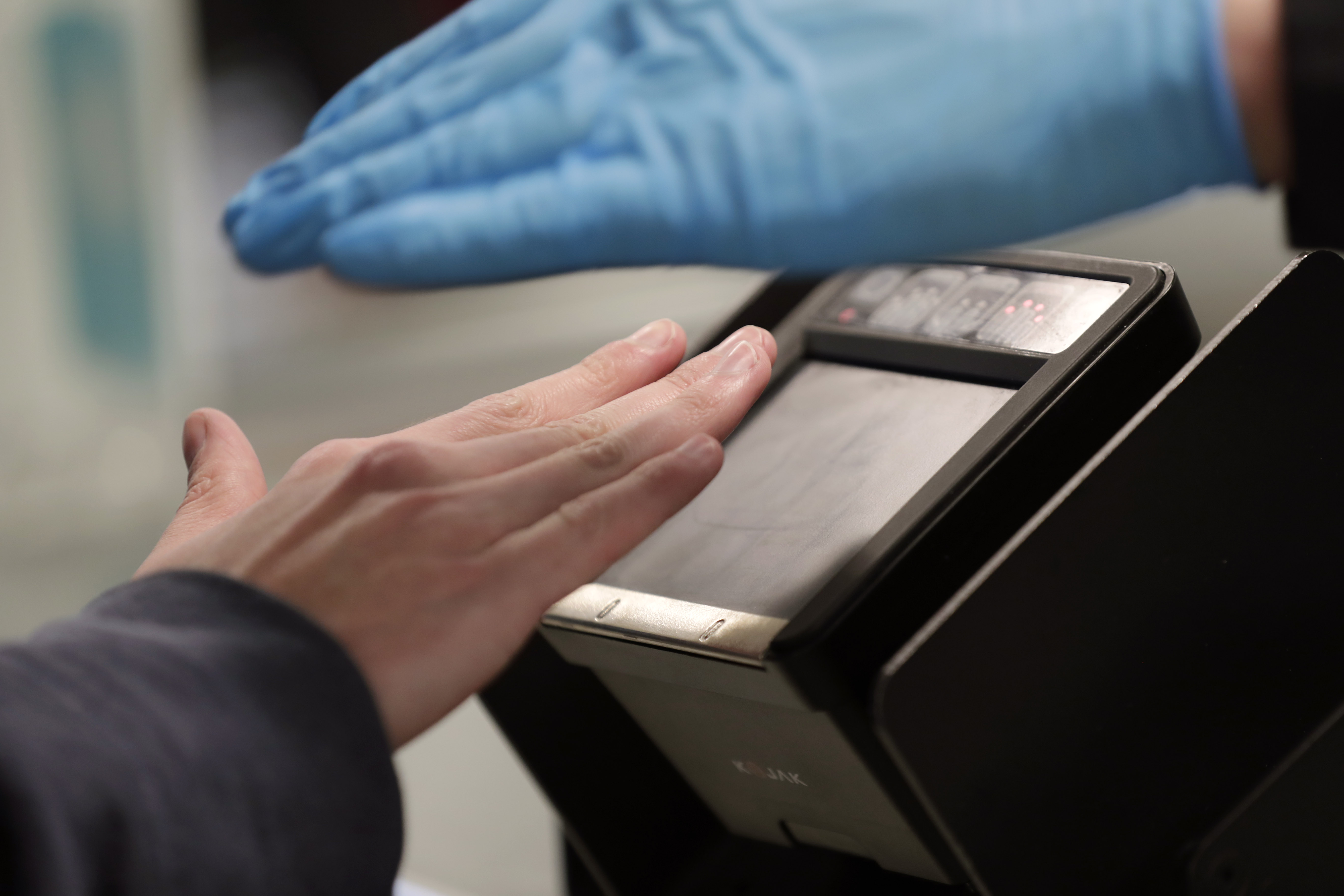
Imatge d'un escàner d'empremptes digitals.

En informàtica, el terme input amb el significat general d'entrada és proporcionar o donar alguna cosa a l'ordinador, és a dir, quan un ordinador o dispositiu d'entrada està rebent una ordre o un senyal de fonts externes, l'esdeveniment es coneix com a "entrada" a aquest dispositiu.
Alguns dispositius informàtics també es poden classificar com a dispositius d'entrada perquè fem servir aquests dispositius per enviar instruccions a l'ordinador. Alguns exemples habituals de dispositius d''entrada i sortida d'ordinador són:
- Ratolí
- Teclat
- Pantalla tàctil
- Micròfon
- Càmera web
- Softcam
- Touchpad
- Trackpad
- Escàner d'imatges
- Trackball

També alguns components de l'ordinador són components d'entrada a altres components, com el botó d'encesa d'un ordinador és un component d'entrada per al processador o la font d'alimentació, perquè pren l'entrada de l'usuari i l'envia a altres components per a un posterior processament.
En molts llenguatges informàtics, la paraula clau "entrada" s'utilitza com a paraula clau o funció especial, com ara Visual Basic o Python. L'ordre "entrada" s'utilitza per donar a la màquina les dades que ha de processar.